# Sergueï Ignachevitch
Sergueï Nikolaïevitch Ignachevitch (en russe : Сергей Николаевич Игнашевич), né le 14 juillet 1979 à Moscou, est un ancien footballeur international russe ayant évolué au poste de défenseur central au niveau professionnel entre 1999 et 2018. Il est depuis devenu entraîneur.
Il passe la grande majorité de sa carrière au CSKA Moscou, où il évolue de 2004 jusqu'à sa retraite sportive en 2018. Il y remporte notamment la Coupe UEFA en 2005 ainsi que quatre titres de champion de Russie.
Il est également une grande figure de la sélection de Russie, avec qui il prend notamment part aux Championnats d'Europe 2008, 2012 et 2016 ainsi qu'aux Coupes du monde 2014 et 2018, et dont il détient le record de sélections avec un total de 127 matchs joués pour la Sbornaïa entre 2002 et 2018.
Par la suite reconverti comme entraîneur, il dirige le Torpedo Moscou entre juin 2019 et mars 2021 puis le Baltika Kaliningrad depuis le mois d'octobre 2021.

## Biographie

### Carrière en club
Ignashevich commence sa carrière avec le Spartak-Orekhovo en 1998 avant d'être remarqué par le Krylia Sovetov où il signe en 1999. Il rejoint deux ans après le club moscovite du Lokomotiv avec qui il remporte la Coupe de Russie et termine deuxième du Championnat en 2001. Il est ensuite sacré Champion de Russie en 2002. En 2004, il rejoint le CSKA Moscou, club rival du Lokomotiv, et y fait ses débuts le 12 mars 2004 lors d'un match contre le FK Moscou (0-0).
Sous les couleurs du CSKA Moscou, il remporte quatre titres de champion de Russie en 2005, 2006, 2013 et 2014 ainsi que six Coupes de Russie en 2005, 2006, 2008, 2009, 2011 et 2013. Il remporte également la Coupe UEFA en 2005, étant capitaine lors de la finale.
En 2009, après un match de Ligue des Champions contre Manchester United, Ignachevitch est contrôlé positif au Sudafed, un produit non inscrit à l'époque sur la liste des produits illicites mais nécessitant une autorisation spéciale. Il est suspendu pour le match suivant contre le Beşiktaş JK.
Ignachevitch annonce la fin de sa carrière le 8 juillet 2018, au lendemain de la défaite russe lors du quart de finale du Mondial perdu contre la Croatie.

### Carrière en sélection nationale
Ignachevitch fait ses débuts avec l'équipe nationale de Russie contre la Suède le 21 août 2002. Il participe à dix des matchs de qualifications pour l'Euro 2004, marquant à trois reprises. Victime d'une blessure, il n'est cependant pas retenu pour disputer le tournoi final de l'Euro 2004. Il est en revanche retenu dans l'équipe qui dispute l'Euro 2008, et échoue 3-0 en demi-finale contre l'Espagne, futur vainqueur du tournoi. La Russie avait battu au tour précédent les Pays-Bas, 3 à 1.
Il participe aussi à l'Euro 2012 et à la Coupe du monde 2014, mais dans les deux tournois, son équipe est éliminée au premier tour. Lors du dernier match de groupe contre l'Algérie, le 26 juin 2014, il devint le second footballeur russe à atteindre les 100 sélections après Viktor Onopko.
Annonçant sa fin de carrière internationale en 2016, Ignachevitch est finalement rappelé deux ans plus tard pour la Coupe du monde 2018 afin de remplacer Rouslan Kambolov, blessé. Alors âgé de 38 ans, Ignachevitch est le plus vieux joueur de l'effectif. Durant le tournoi, il dispute les cinq matchs de la Russie dans leur intégralité. Lors des huitièmes de finale face à l'Espagne, il inscrit un but contre son camp, mais son équipe s'imposera aux pénaltys. La Russie est finalement éliminée en quarts par la Croatie à l'issue de la séance de tirs au but, bien qu'Ignachevitch ait marqué son pénalty.

### Carrière d'entraîneur
Quelques jours après l'annonce de la fin de sa carrière de joueur en juillet 2018, Ignachevitch devient entraîneur dans les équipes de jeunes du CSKA Moscou. Il quitte ce poste à la fin du mois de mai 2019 avant d'être nommé à la tête du Torpedo Moscou, tout juste promu en deuxième division, quelques jours plus tard. Pour sa première saison, il amène le club à la lutte pour la promotion, dominant même le championnat pendant une grande partie de la première partie de saison. Par la suite cependant, l'équipe tombe en méforme et se place en quatrième position au moment de l'interruption de la compétition à la mi-mars 2020 en raison de la pandémie de Covid-19 en Russie. Le classement est par la suite figé après l'arrêt définitif de la saison et le Torpedo échoue finalement à la promotion. Il connaît ensuite une première partie d'exercice 2020-2021 contrastée mais à l'issue de laquelle son équipe parvient à s'installer durablement dans les places de promotion au moment de la trêve hivernale. Cette bonne phase est cependant suivie par une reprise désastreuse qui voit le club échouer à s'imposer lors des cinq premiers matchs de 2021, faisant chuter le Torpedo en sixième position. À la suite de cette mauvaise série, Ignachevitch est officiellement démis de ses fonctions le 22 mars 2021. Son mandat au club est de plus marqué par des tensions perpétuelles avec les supporters, en particulier les ultras qui lui reprochent son arrivée en provenance d'un club rival.
Après un peu plus de six mois d'inactivité, Ignachevitch est nommé à la tête du Baltika Kaliningrad au début du mois d'octobre 2021. Sous ses ordres, le club termine vice-champion de la deuxième division et retrouve l'élite du football russe pour la première fois depuis 1998.

## Statistiques

### Statistiques de joueur
| Saison                | Club                  | Championnat           | Championnat | Championnat | Coupe(s) nationale(s) | Coupe(s) nationale(s) | Supercoupe | Supercoupe | Compétition(s) continentale(s) | Compétition(s) continentale(s) | Compétition(s) continentale(s) | Russie | Russie | Total | Total |
| Saison                | Club                  | Division              | M.          | B.          | M.                    | B.                    | M.         | B.         | Comp.                          | M.                             | B.                             | M.     | B.     | M.    | B.    |
| 1999                  | Spartak-Orekhovo      | D2                    | 17          | 0           | 1                     | 0                     | -          | -          | -                              | -                              | -                              | -      | -      | 18    | 0     |
| Sous-total            | Sous-total            | Sous-total            | 17          | 0           | 1                     | 0                     | -          | -          | -                              | -                              | -                              | -      | -      | 18    | 0     |
| 1999                  | Krylia Sovetov Samara | D1                    | 6           | 1           | 1                     | 0                     | -          | -          | -                              | -                              | -                              | -      | -      | 7     | 1     |
| 2000                  | Krylia Sovetov Samara | D1                    | 25          | 1           | 2                     | 0                     | -          | -          | -                              | -                              | -                              | -      | -      | 27    | 1     |
| Sous-total            | Sous-total            | Sous-total            | 31          | 2           | 3                     | 0                     | -          | -          | -                              | -                              | -                              | -      | -      | 34    | 2     |
| 2001                  | Lokomotiv Moscou      | D1                    | 23          | 0           | 2                     | 0                     | -          | -          | C1+C3                          | 7+2                            | 1+0                            | -      | -      | 34    | 1     |
| 2002                  | Lokomotiv Moscou      | D1                    | 29          | 1           | 0                     | 0                     | -          | -          | C1                             | 14                             | 2                              | 4      | 0      | 47    | 3     |
| 2003                  | Lokomotiv Moscou      | D1                    | 25          | 3           | 2                     | 0                     | 1          | 0          | C1                             | 8                              | 2                              | 9      | 3      | 45    | 8     |
| Sous-total            | Sous-total            | Sous-total            | 77          | 4           | 4                     | 0                     | 1          | 0          | -                              | 31                             | 5                              | 13     | 3      | 126   | 12    |
| 2004                  | CSKA Moscou           | D1                    | 22          | 1           | 2                     | 0                     | 1          | 0          | C1+C3                          | 7+9                            | 0+2                            | 4      | 0      | 45    | 3     |
| 2005                  | CSKA Moscou           | D1                    | 22          | 5           | 6                     | 0                     | -          | -          | C3+SC                          | 6+1                            | 0                              | 5      | 0      | 40    | 5     |
| 2006                  | CSKA Moscou           | D1                    | 26          | 2           | 6                     | 0                     | 1          | 0          | C1+C3                          | 6+2                            | 0                              | 6      | 0      | 47    | 2     |
| 2007                  | CSKA Moscou           | D1                    | 26          | 3           | 5                     | 0                     | 1          | 1          | C1                             | 5                              | 0                              | 7      | 0      | 44    | 4     |
| 2008                  | CSKA Moscou           | D1                    | 28          | 4           | 2                     | 1                     | -          | -          | C1                             | 6                              | 0                              | 11     | 0      | 47    | 5     |
| 2009                  | CSKA Moscou           | D1                    | 29          | 3           | 4                     | 0                     | 1          | 0          | C3                             | 10                             | 0                              | 10     | 1      | 54    | 4     |
| 2010                  | CSKA Moscou           | D1                    | 28          | 2           | 1                     | 0                     | 1          | 1          | C1+C3                          | 9+10                           | 0+2                            | 7      | 0      | 56    | 5     |
| 2011-2012             | CSKA Moscou           | D1                    | 38          | 5           | 4                     | 2                     | 1          | 0          | C1                             | 8                              | 0                              | 15     | 1      | 66    | 8     |
| 2012-2013             | CSKA Moscou           | D1                    | 28          | 0           | 3                     | 0                     | -          | -          | C3                             | 2                              | 0                              | 9      | 0      | 42    | 0     |
| 2013-2014             | CSKA Moscou           | D1                    | 30          | 2           | 1                     | 0                     | 1          | 1          | C1                             | 6                              | 0                              | 13     | 0      | 51    | 3     |
| 2014-2015             | CSKA Moscou           | D1                    | 30          | 0           | 2                     | 0                     | 1          | 0          | C1                             | 6                              | 0                              | 8      | 2      | 47    | 2     |
| 2015-2016             | CSKA Moscou           | D1                    | 25          | 3           | 3                     | 0                     | -          | -          | C1                             | 10                             | 1                              | 12     | 1      | 50    | 5     |
| 2016-2017             | CSKA Moscou           | D1                    | 24          | 4           | 0                     | 0                     | 1          | 0          | C1                             | 4                              | 0                              | -      | -      | 29    | 4     |
| 2017-2018             | CSKA Moscou           | D1                    | 25          | 1           | 0                     | 0                     | -          | -          | C1+C3                          | 6+5                            | 0                              | 7      | 0      | 43    | 1     |
| Sous-total            | Sous-total            | Sous-total            | 381         | 35          | 39                    | 4                     | 9          | 2          | -                              | 118                            | 5                              | 114    | 5      | 661   | 51    |
| Total sur la carrière | Total sur la carrière | Total sur la carrière | 506         | 41          | 47                    | 4                     | 10         | 2          | -                              | 149                            | 10                             | 127    | 8      | 839   | 65    |

### Statistiques d'entraîneur
| Torpedo Moscou      | 4 juin 2019    | 22 mars 2021 | 63  | 35 | 11 | 17 | 55,6 |
| Baltika Kaliningrad | 2 octobre 2021 | en cours     | 62  | 30 | 21 | 11 | 48,4 |
| Total               | Total          | Total        | 125 | 65 | 32 | 28 | 52,0 |

## Palmarès de joueur
Lokomotiv Moscou
- Champion de Russie en 2002.
- Vice-champion de Russie en 2001.
- Vainqueur de la Coupe de Russie en 2001.

 CSKA Moscou
- Champion de Russie en 2005, 2006, 2013, 2014 et 2016
- Vice-champion de Russie en 2004, 2008, 2015 et 2017.
- Vainqueur de la Coupe UEFA en 2005.
- Vainqueur de la Coupe de Russie en 2005, 2006, 2008, 2011 et 2013.
- Vainqueur de la Supercoupe de Russie en 2004, 2006, 2007, 2009, 2013 et 2014.